# Ибрагим, Жижи
Жижи Ибрагим (полное имя Жихан Ибрагим; англ. Gigi Ibrahim, араб. جيجي إبراهيم‎) — египетская активистка социалистического движения, журналистка и блогер. Она является яркой представительницей нового поколения «гражданских журналистов», использовавших социальные сети для информирования о происходившем на площади Тахрир в ходе революционных событий в Египте в 2011 году.

## Деятельность
С 14-летнего возраста жила в США (в 2002—2008 годах), где участвовала в антивоенных протестах и группе, выступавшей против закона об иммиграции и помогавшей преследуемым полицией мигрантам. Окончила Американский университет в Каире, получила научную степень по специальности «политология».
До поступления в университет Жижи Ибрагим не была связана с рабочим движением и протестами оппозиции. Она была вовлечена в левое движение благодаря курсу лекций «Социальная мобилизация в условиях авторитарного режима», прочитанному журналистом и активистом-троцкистом Хоссамом эль-Хамалави. Последний впоследствии стал её мужем.
Вступив в группу «Революционные социалисты», египетскую секцию клиффианского интернационала Международная социалистическая тенденция, Жижи Ибрагим принимала
участие в политических демонстрациях 2009—2010 годов. Была в числе инициаторов собрания на площади Тахрир 25 января 2011 года, послужившего катализатором массового народного движения против Хосни Мубарака. 
Вместе с тем, она критиковала оппозиционных активистов наподобие Ваиля Гонима, призвавших народ расходиться после объявления о смещении президента, и требовала системных изменений в социально-экономической и политической системе Египта, прекращения полицейского произвола и деприватизации предприятий с передачей их в руки рабочих.
Фотографии Жижи Ибрагим и ряда других «фейсбучных революционеров» были помещены на обложку журнала «Тайм» в качестве «лидеров площади Тахрир». Впоследствии Жижи Ибрагим выражала свою солидарность с рядом социальных движений за границей, в частности, присутствовала на протестах студентов в Великобритании.